# Lazarus e Joannes Baptista Colloredo
Lazarus Colloredo e Joannes Baptista Colloredo eram gêmeos xifópagos, também conhecidos como siameses, que nasceram em Génova, Itália no ano de 1617.
A condição desse irmãos era realmente muito intrigante, somente a parte superior e a perna esquerda de Joannes eram visíveis, sendo que o resto de seu corpo tecnicamente não existia. Joannes nunca abriu os olhos e sua boca sempre estava aberta, ou seja, ele era considerado um gêmeo parasita.
Para ganhar a vida Lazarus percorreu a Europa e visitou vários países exibindo-se.
Relatos contemporâneos descrevem Lazarus como cortês e bonito, mas por seu irmão como apenas algo que balançava diante dele. Quando Lazarus não estava se exibindo, ele cobria seu irmão com uma capa para evitar atenção desnecessária.
Fontes posteriores afirmam que Lazarus se casou e gerou várias crianças, nenhuma com sua condição. Seu retrato gravado o mostra em um traje de cortesão do período da Casa de Stuart.
A data exata da morte dos irmãos é desconhecida.